# P.U.L.S.E. (альбом)
P.U.L.S.E. (стилизированное написание: P•U•L•S•E) — двойной концертный альбом британской прогрессив-рок-группы Pink Floyd, выпущенный в 1995 году.

## Об альбоме
Альбом записан в ходе тура в поддержку альбома The Division Bell. Это был последний концертный тур в истории Pink Floyd.
В июне 1995 года альбом занял первое место в чарте Великобритании; в первую неделю было продано 198 000 копий. В июле 2006 года альбом стал 8-кратно платиновым в США.
В коробку оригинального издания двойного альбома P.U.L.S.E. была встроена электронная схема с мигающим красным светодиодом на торце.
В альбом вошла 1 песня из альбома The Piper At The Gates Of Dawn, все 10 песен из The Dark Side Of The Moon, 2 из Wish You Were Here, 4 из The Wall, 2 из A Momentary Lapse Of Reason и 5 песен из альбома The Division Bell.

## Список композиций

### Издание на CD
Диск 1
1. Shine On You Crazy Diamond
2. Astronomy Domine
3. What Do You Want From Me
4. Learning To Fly
5. Keep Talking
6. Coming Back To Life
7. Hey You
8. A Great Day For Freedom
9. Sorrow
10. High Hopes
11. Another Brick In The Wall (Part II)

Диск 2
1. Speak To Me
2. Breathe
3. On the Run
4. Time
5. The Great Gig in the Sky
6. Money
7. Us And Them
8. Any Colour You Like
9. Brain Damage
10. Eclipse
11. Wish You Were Here
12. Comfortably Numb
13. Run Like Hell

## Хит-парады
| Год  | Название чарта               | Позиция | Пребывание в чарте |
| ---- | ---------------------------- | ------- | ------------------ |
| 1995 | UK Albums Chart              | 1       | 24 недели          |
| 1995 | Австралийский альбомный чарт | 1       | 20 недель          |
| 1995 | Шведский альбомный чарт      | 2       | 10 недель          |
| 1995 | Норвежский хит-парад         | 1       | 19 недель          |
| 1995 | Хит-парад Новой Зеландии     | 1       | 32 недели          |